# Francisc Cociș
Francisc Cociș (ur. 19 maja 1930 w Giungi) – rumuński gimnastyk, uczestnik Igrzysk Olimpijskich w 1952 w Helsinkach. Na igrzyskach olimpijskich zajął 157. miejsce w wieloboju gimnastycznym.